# Orientospilus capitatus
Orientospilus capitatus là một loài tò vò trong họ Ichneumonidae.